# إنغريد فينجر
إنغريد فينجر (بالألمانية: Ingrid Finger)‏ هي متسابقة ملكة الجمال وعارضة ألمانية، ولدت في 1946.